# Шарлотта Марія Саксен-Єнська
Шарлотта Марія Саксен-Єнська (нім. Charlotte Marie von Sachsen-Jena, 20 грудня 1669 — 6 січня 1703) — принцеса Саксен-Єнська з Ернестинської лінії Веттінів, донька герцога Саксен-Єни Бернгарда та французької шляхтянки Марії Шарлотти де ла Тремуй, дружина герцога Саксен-Веймару Вільгельма Ернста у 1683—1690 роках.

## Біографія
Народилась 20 грудня 1669 року в Єні четвертою дитиною в родині принца Саксен-Веймарського Бернгарда та його дружини Марії Шарлотти де ла Тремуй. Її старша сестра народилася мертвою, а брати померли в ранньому віці до її народження. Мешкало сімейство в Єні.
У 1672 році батько отримав частину земель розформованого Саксен-Альтенбургу й створив герцогство Саксен-Єна.
Шлюб батьків був нещасливим. Батько хотів розлучення, аби одружитися з коханкою — фрейліною двору, яка народила від нього доньку. Не розлучившись, він у 1674 році обвінчався із нею, ставши двоєженцем. Разом з тим, він примирився з офіційною дружиною, і та, у березні 1675 року, народила спадкоємця — сина Йоганна Вільгельма.
Шарлотта Марія втратила батька у 8-річному віці. Регентом Саксен-Єни став її дядько Йоганн Ернст II. Матір більше не одружувалася і пішла з життя чотири роки потому. Після смерті Йоганна Ернста II опікою неповнолітніх дітей займався інший дядько, Йоганн Георг I.
Принцесу описували як надзвичайно красиву та добре виховану, але при цьому поверхневу та легковажну дівчину.
У 14 років Шарлотта Марія була видана в шлюб зі своїм кузеном, 21-річним герцогом Саксен-Веймару Вільгельмом Ернстом. Наречений правив країною разом зі своїм братом Йоганном Ернстом III. Втім, той був алкоголіком і не цікавився державними справами, тож повноту влади мав саме Вільгельм Ернст. Вінчання пройшло 2 листопада 1683 року в Айзенасі. Посаг дівчини, передбачений для неї батьківським заповітом, був настільки малим, що Вільгельм Ернст відмовився вимагати його після весілля. 
Союз виявився нещасливим і бездітним, між парою часто виникали сварки. Після подорожі герцогині без дозволу чоловіка він заборонив їй залишати країну. 23 серпня 1690 року шлюб було офіційно розірвано. Нового Вільгельм Ернст не брав.
Шарлотта Марія від'їхала до двору свого брата, але той помер за три місяці, не маючи нащадків. Герцогство було розділено між Саксен-Веймаром і Саксен-Ейзенахом, і жінка була змушена залишити Єну. Не маючи грошей і роблячи борги, вона поневірялася, поки герцог Саксен-Готи-Альтенбургу Фрідріх I не дозволив їй постійно проживати на своїх землях. Суперечка із чоловіком щодо міста Порстендорф, який належав матері герцогині, була вирішена імператором Леопольдом I на користь Шарлотти Марії. У 1694 році вона продала його придворному маршалу Георгу Людвігу фон Вурмбу за 32 000 флоринів, після чого змогла погасити свої борги. Надалі мешкала на пенсію від готського двору, ведучи інші юридичні суперечки з домом Саксен-Веймар.
Померла у Грефентонні у віці 33 років. Була похована у міській церкві Веймару.